# District de Coya
Au Pérou, le district de Coya est l'un des huit districts de la province de Calca. Ce district a été créé le 11 septembre 1951 par le gouvernement du président Manuel Odría. Sa capitale est la ville de Coya située à 2 944 m d’altitude.
Les habitants du district sont principalement des citoyens autochtones d’origine quechua. Le quechua est la langue que la majorité de la population (79,19%) a appris à parler dans l’enfance, 20,66% des résidents ont commencé à parler en utilisant la langue espagnole (recensement du Pérou de 2007).
Le district est traversé par la route PE-28B.